# Il mostro di Frankenstein
Pour plus de détails, voir Fiche technique et Distribution.
Il mostro di Frankenstein est un film de science fiction d'horreur italien réalisé par Eugenio Testa, sorti en 1921. Il est inspiré du roman Frankenstein ou le Prométhée Moderne.
Il fut aussi diffusé en France sous le titre Le Monstre.

## Synopsis
Le docteur Frankenstein crée un homme en laboratoire. Mais c'est une créature violente et ravageuse qui devra être détruite.

## Fiche technique
- Titre français : Il mostro di Frankenstein
- Réalisation : Eugenio Testa
- Scénario : Giovanni Drovetti d'après Mary Shelley
- Pays d'origine : Italie
- Format : Noir et blanc - Film muet
- Genre : horreur
- Date de sortie : 1921

## Distribution
- Linda Albertini : Elizabeth
- Luciano Albertini : Baron Frankenstein
- Umberto Guarracino : le monstre